# 阿尔维德·埃马努埃尔松
阿尔维德·埃马努埃尔松（瑞典語：Arvid Emanuelsson，1913年12月25日—1980年3月19日），瑞典男子足球运动员，司职中场。他曾代表瑞典国奥队参加1936年夏季奥林匹克运动会足球比赛，获得第九名。